# Martina Gießübel
Martina Gießübel (* 1970 in Schweinfurt) ist eine deutsche Politikerin (CSU). Bei der Landtagswahl in Bayern 2023 wurde sie in den Bayerischen Landtag gewählt.

## Leben
Martina Gießübel absolvierte nach dem Erwerb der Mittleren Reife 1987 eine Ausbildung zur Groß- und Außenhandelskauffrau bis 1990 und nach kurzen anderen Tätigkeiten zudem eine Ausbildung zur Sozialversicherungsfachangestellten von 1992 bis 1994. Anschließend war sie im Außendienst für die AOK Bayern als Kundenbetreuerin tätig. Zusätzlich war sie Personalrätin bzw. Personalratsvorsitzende.

## Partei und Politik
Gießübel trat 1987 in die Junge Union ein und amtierte dort auch als Orts- und Kreisvorsitzende. Der CSU gehört sie ebenfalls seit 1987 an, seit 2023 als stellvertretende Kreisvorsitzende.
Von 2008 bis 2014 war sie Mitglied im Rat der Gemeinde Grafenrheinfeld und seit 2008 gehört sie dem Kreistag des Landkreises Schweinfurt an, dort seit 2020 als Fraktionsvorsitzende.
Bei der Landtagswahl 2023 erhielt sie das Direktmandat im Stimmkreis Schweinfurt. Seit 30. Oktober 2023 ist sie Mitglied des Bayerischen Landtages. Gießübel gehört dort den Ausschüssen für Arbeit und Soziales, Jugend und Familie sowie dem Ausschuss für Fragen des öffentlichen Dienstes an.